# Eugène de Zilah
Eugène de Zilah (né le 3 janvier 1939 à Mezőtúr et mort le 2 octobre 2020 à Verdun) est un espérantiste français d’origine hongroise.

## Biographie
Eugène de Zilah nait le 3 janvier 1939 à Mezőtúr, en Hongrie.
En 1953, il apprend l'espéranto à l'âge de 13 ans. En 1956, il quitte la Hongrie après avoir participé à l’insurrection de Budapest. 
En France, devenu citoyen, il travaille dans une banque puis obtient un doctorat en philosophie qu'il enseigne au lycée. En 1985, il lance le magazine culturel La Gazette avec sa femme Madeleine de Zilah. En 1988, il fonde OSIEK (Société organisatrice de conférences internationales d'espéranto).
En 1991, vivant sur son yacht Kerguelen en Grèce, il commence à travailler à plein temps sur l'écriture en espéranto (il écrit de la prose littéraire, des essais, des articles).
Il meurt le 2 octobre 2020 à Verdun.

## Travaux originaux
- Vivre sur un bateau (souvenirs), Cannes-et-Clairan, Bernard, 1994.
- Et c'est vrai (souvenirs), Vienne, Pro Esperanto, 2002.
- Le Prince chez les Huns (roman), New York, Mondial, 2011.

## Traductions
- René Descartes, Discours sur la méthode, 2012, 2e éd. (1re éd. 1985).